# Bertotovce
Bertotovce jsou obec na Slovensku v okrese Prešov. V obci žije 520 obyvatel.

## Historie
První písemná zmínka o obci pochází z roku 1320, kde je uváděná jako vila Bertholdi. Obec náležela panství Svinia. V roce 1427 platila daň z 23 port. V roce 1787 žilo v 57 domech 447 obyvatel a v roce 1828 se počet snížil na 430, počet domů byl 57.
Hlavní obživou bylo zemědělství a  sběr chmele, na začátku 19. století byl v obci kamenolom.

## Přírodní poměry
Obec leží v jihozápadní části Šarišské vrchoviny v údolí řeky Svinky do které se v obci vlévá potůček Hermanovka. Mírně členěná nízká vrchovina má nadmořskou výšku v rozmezí 372–643 m, střed obce je ve výšce 400 m n. m.  Částečně odlesněný povrch je tvořen centrálně-karpatským flyšem. Lesy jsou jen v jižní části tvořený borovicovým a smrkovým porostem. Půdní typy jsou zastoupeny hnědými lesnímí a nivními karbonátovými půdami. Územím vede dálnice D1 a silnice I/18 Prešov – Levoča.
Katastrální území má výměru 8,49 km², z toho je  554 ha zemědělská půda (z toho 370 ha orná půda) a 215 ha lesní půda. V roce 2020 připadalo 38 % na ornou půdu, 2 % na zahrady, 25 % na lesy. V roce 2024 připadalo 528,51 ha na zemědělskou půdu, z toho 323,42 ha tvořila orná půda, 16,55 ha na zahrady a 185 ha na travnatý porost. Lesy zaujímaly 213,46 ha a vodní plocha 23,88 ha.
Obec sousedí:
|              | Štefanovce, Hermanovce |                      |
| Hendrichovce |                        | Chminianska Nová Ves |
|              | Chminianske Jakubovany | Chmiňany             |

## Památky

### Kostel
V obci stojí římskokatolický filiální kostel svatého Martina biskup postaveného v roce 1865 v pozdně klasicistním slohu. Je jednolodní s čtvercovým kněžištěm a představenou věží v západním průčelí. Střecha je sedlová, věž má jehlanovou střechu zakončenou lucernou. V interiéru jsou pruské klenby, hlavní oltář z čtyřicátých let 20. století s reliéfem svatého Martina a cherubíny. Původní oltářní skříň s gotickými sochami z období kolem roku 1480 je v Šarišském muzeu v Bardejove. Kostel je kulturní památkou Slovenska.
Filiální kostel náleží pod katolickou farnost Svatých košických mučedníků ve Fričovcích, děkanát Prešov-Západ, arcidiecéze košické.

### Kaštel
Klasicistní kaštel byl postaven v období 1830–1840 jako dvoupodlažní budova se středním trojosým rizalitem. V přízemí byly valené klenby a v patře plochý trámový strop. Po druhé světové válce byl zámek využíván jako sklad. Narušenou statiku stavby dokonala voda, která podemlela přízemí. Kaštel byl v sedmdesátých letech 20. století zbourán a v jeho blízkosti byl postaven kulturní dům.

## Fotografie

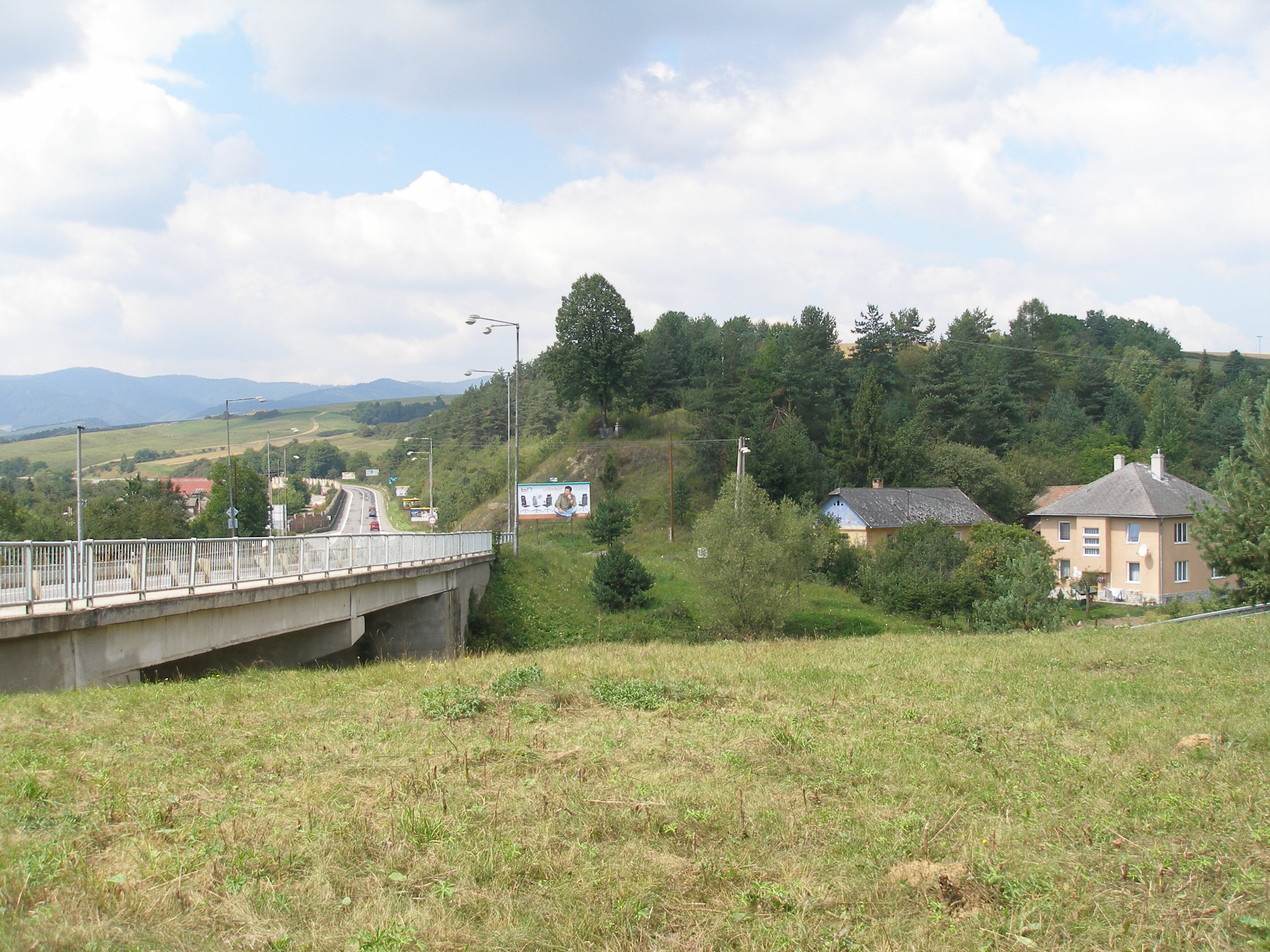
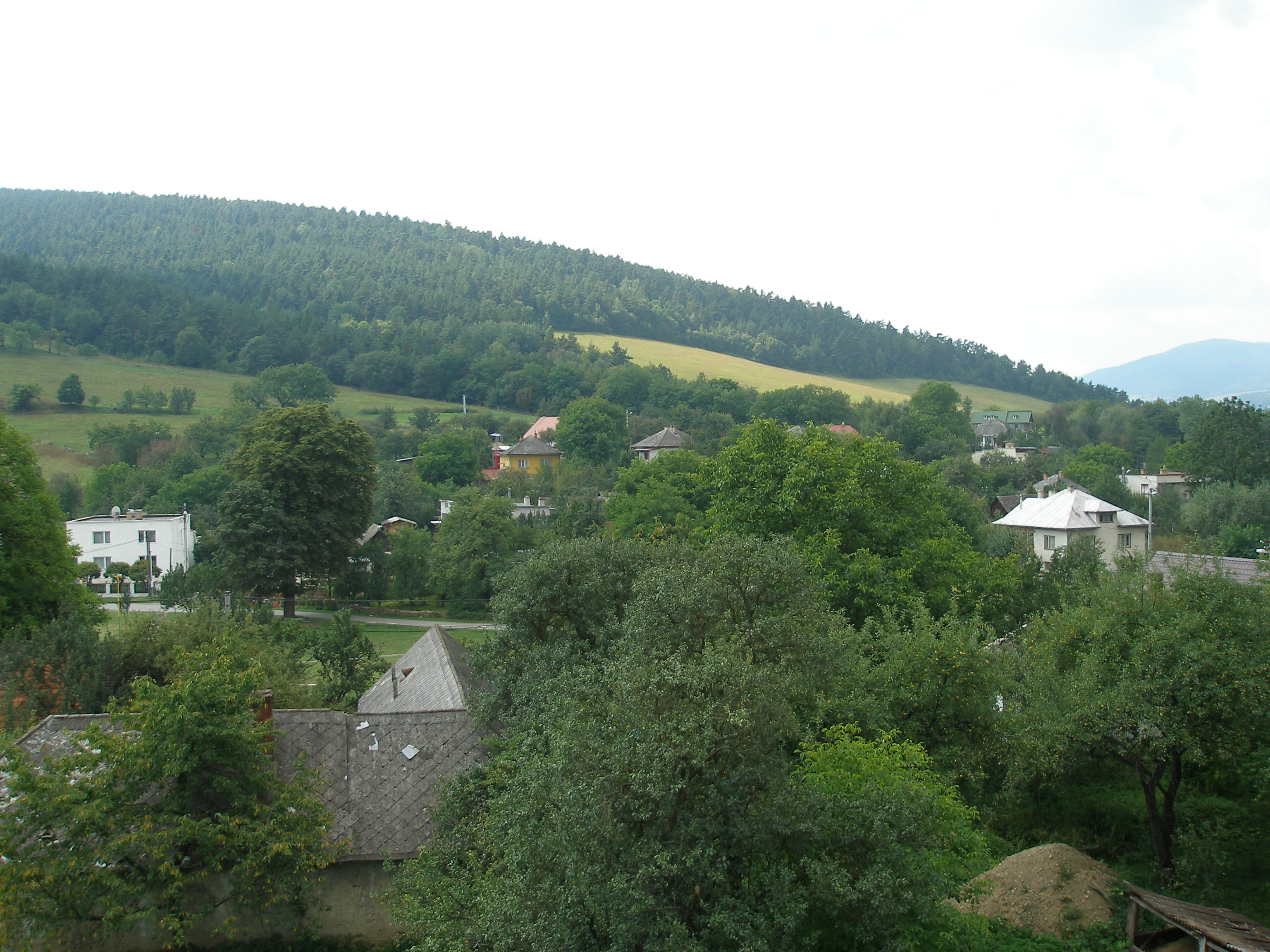
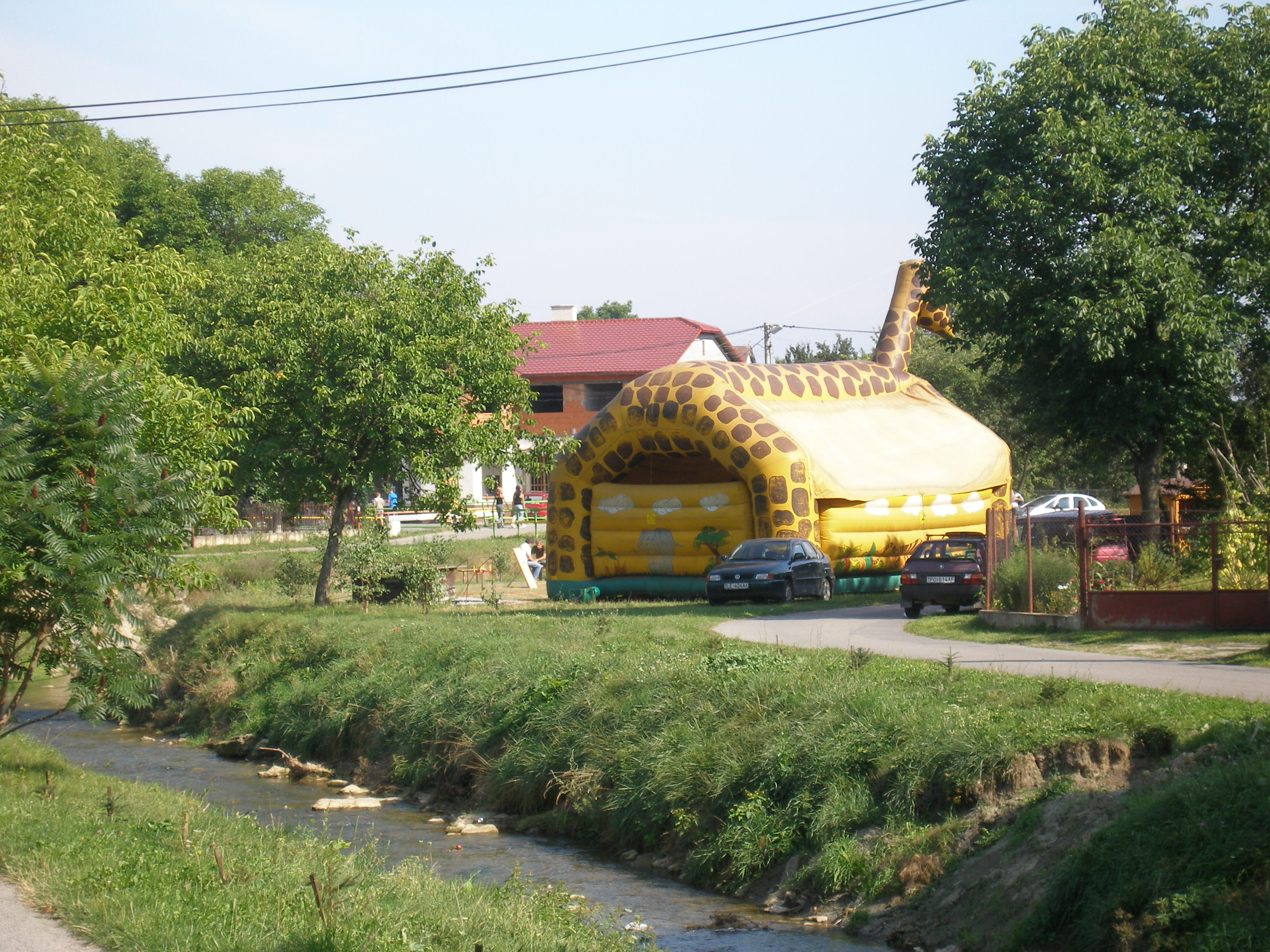